# Torre Espacial
A 200 méter magas Torre Espacial (nevének jelentése: űrtorony) Argentína legmagasabb építménye. Jelenleg kilátótoronyként működik, tiszta időban akár 80 km távolságra is el lehet látni belőle.

## Leírás
A torony Buenos Aires déli részén, Villa Soldati kerületben, a Parque de la Ciudad nevű parkban áll. Hosszú, függőleges szárán két, a szárnál jóval nagyobb keresztmetszetű, hatszög alaprajzú helyiség található, az alsó (amely két szintes, és éttermet terveznek benne berendezni) 120 méter magasságban kezdődik, a fölső, ahol a kilátóterem található, 176 méternél indul. A körülőtte levő park megnyitása után három évvel, 1985. július 9-én felavatott torony liftjei és a védőüvegek az idők során tönkrementek, de 2011-ben elhatározták, hogy megjavítják őket, a tornyot pedig ezáltal újra látogathatóvá teszik. A felújított lift 45 másodperc alatt ér fel a torony tetejére. A belső lépcsőház vaslépcsője több mint 1000 fokból áll. Az egész építmény vasszerkezete, amelyet szétszerelt állapotban Ausztriából szállítottak a helyszínre, körülbelül 1100 tonnát nyom. A nedves, agyagos földbe 25 darab (más forrás szerint 30), egy méter átmérőjű beton tartóoszlopot ástak be 25 méter mélyen, hogy alapot biztosítsanak a toronynak. Erős szélben a torony teteje akár 56 centimétert is kilenghet.